# Delina tibialis
Delina tibialis är en tvåvingeart som först beskrevs av Robineau-desvoidy 1830.  Delina tibialis ingår i släktet Delina och familjen kolvflugor.
Artens utbredningsområde är Frankrike. Inga underarter finns listade i Catalogue of Life.